# Łuskwiak złotawy

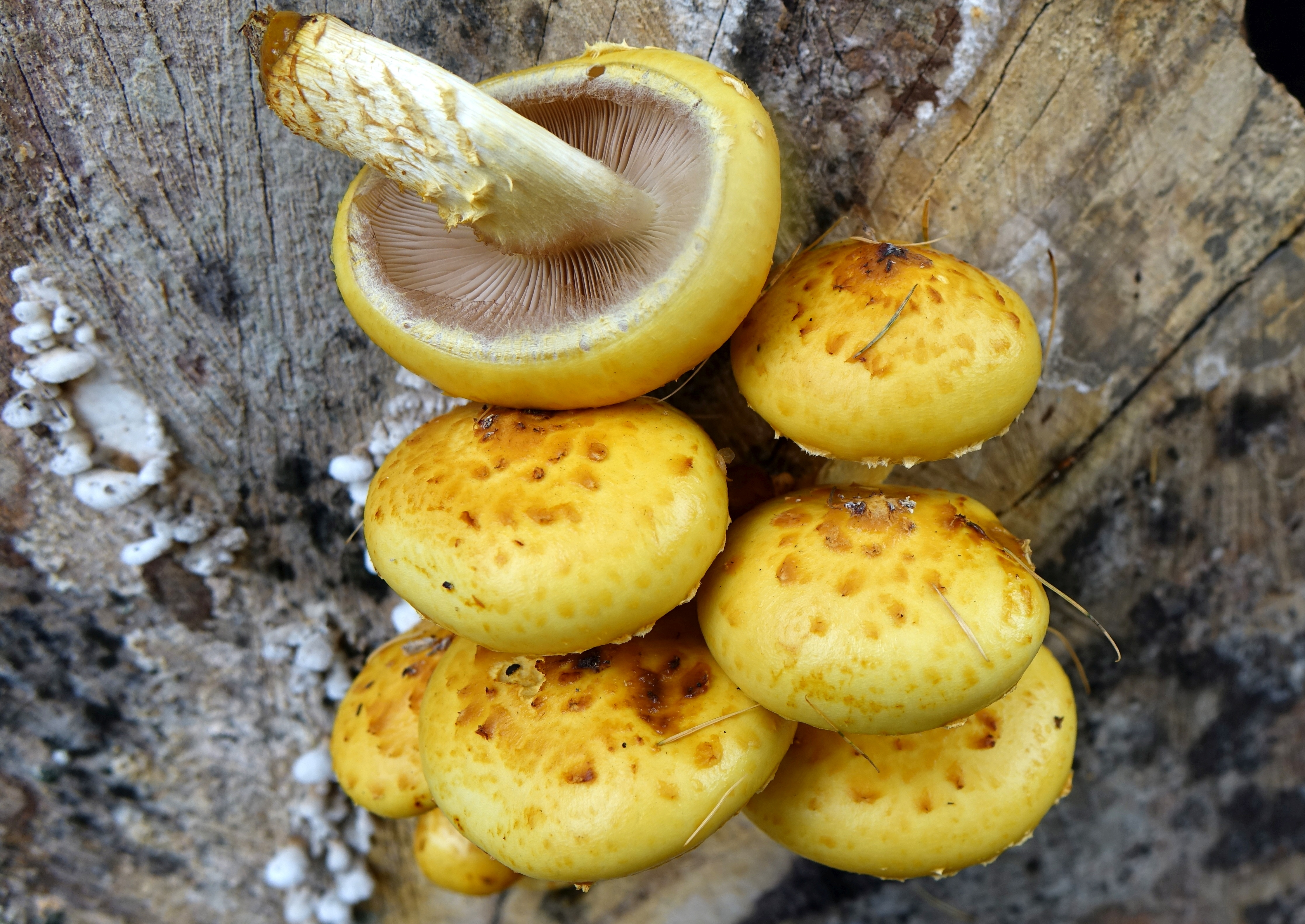

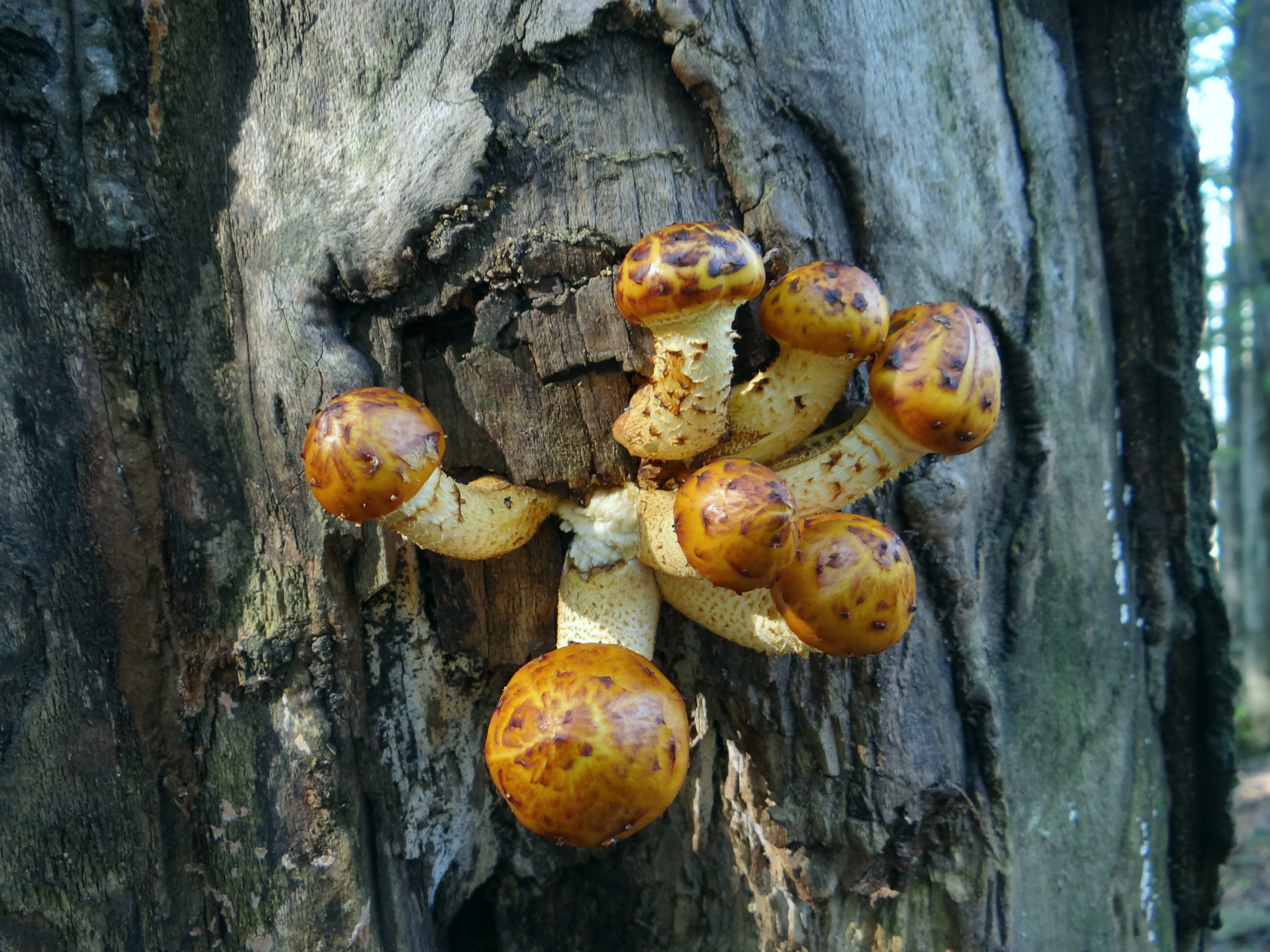

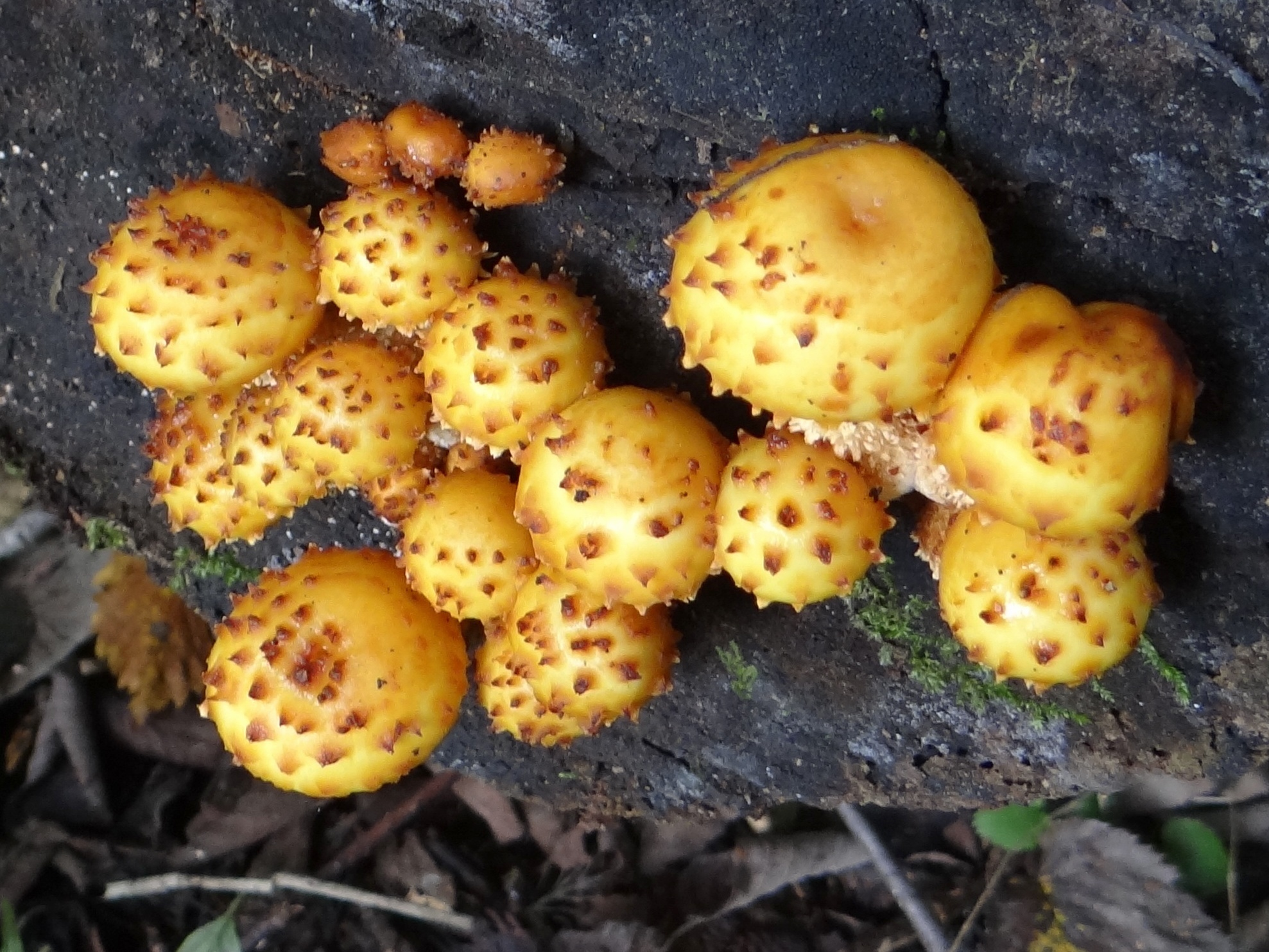

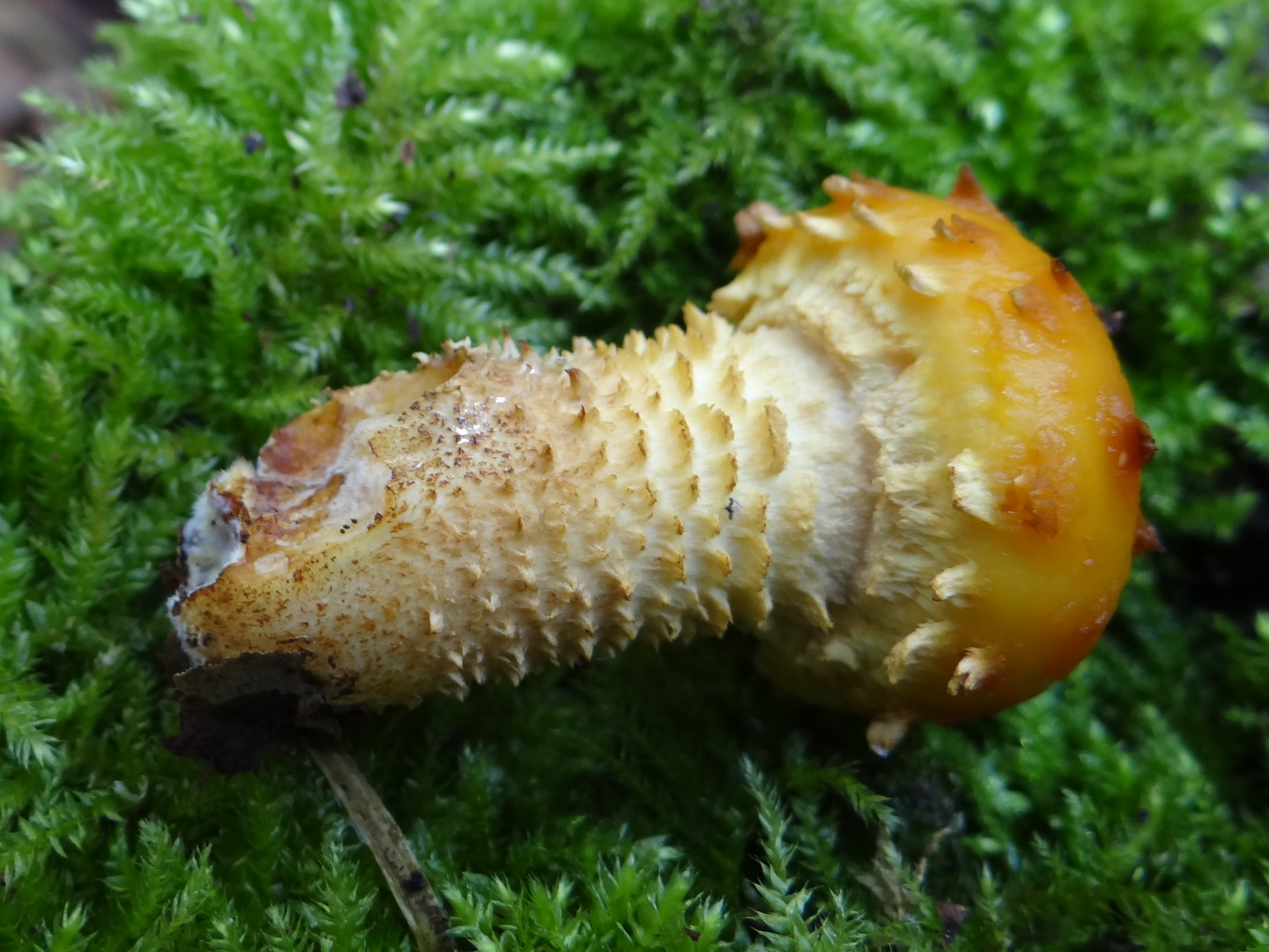

Łuskwiak złotawy (Pholiota aurivella (Batsch) P. Kumm) – gatunek grzybów należący do rodziny pierścieniakowatych.

## Systematyka i nazewnictwo
Pozycja w klasyfikacji: Pholiota, Strophariaceae, Agaricales, Agaricomycetidae, Agaricomycetes, Agaricomycotina, Basidiomycota, Fungi.
Po raz pierwszy takson ten zdiagnozował w roku 1786 August Johann Georg Karl Batsch nadając mu nazwę Agaricus aurivellus. Obecną, uznaną przez Index Fungorum nazwę nadał mu w roku 1871 Paul Kummer przenosząc go do rodzaju Pholiota. Niektóre synonimy naukowe:

- Agaricus aurivellus Batsch
- Agaricus aurivellus Batsch var. aurivellus
- Agaricus squarrosus var. aurivellus (Batsch) Pers.
- Dryophila aurivella (Batsch) Quél.,
- Hypodendrum aurivellum (Batsch) Overh.
- Lepiota squarrosa var. aurivella (Batsch) Gray
- Lepiota squarrosa ß aurivella (Batsch) Gray

Nazwę polską nadał Franciszek Błoński w 1890. W polskim piśmiennictwie mykologicznym gatunek ten ma też nazwy łuszczak złotawy i łuszczak złotorunny.

## Morfologia
Kapelusz
Średnica 5–12 cm. U młodych osobników jest stożkowy, później półkulisty, a w końcu płaski. Ma kolor złotożółty lub rdzawożółty z ciemniejszymi, przylegającymi łatkami. Na młodych grzybach na brzegu kapeluszu istnieją resztki częściowej osłony owocnika, dość szybko jednak bywają zmywane przez deszcz. Podczas wilgotnej pogody oraz u młodych okazów powierzchnia kapelusza jest lepka, a nawet śliska.
Blaszki grzyba
W młodości białe, potem oliwkowe i rdzawobrunatne o piłkowanym ostrzu, przylegające do trzonu lub nieco wykrojone ząbkiem.
Trzon
Wysokość 10–12 cm, grubość do 1 cm. Jest włóknisty i ma tę samą barwę, co kapelusz, lub jest nieco jaśniejszy. Jego pierścień składa się z brunatnego koloru nitek tworzących wełnistą obrączkę, która później częściowo zanika. Pod pierścieniem pokryty jest brunatnymi kosmkami, powyżej jest żółtawo omszony.
Miąższ
W kapeluszu żółtawy, w trzonie nieco ciemniejszy, bez zapachu i niezmieniający koloru po uszkodzeniu. Ma łagodny smak.
Wysyp zarodników
Rdzawobrunatny. Zarodniki o rozmiarach 8 × 5–6 μm, elipsoidalne, gładkie.

## Występowanie i siedlisko
Opisano występowanie tego gatunku w Ameryce Północnej, Europie, Korei, Japonii, Maroku oraz na Nowej Zelandii. W Polsce jest pospolity na terenie całego kraju, zarówno na niżu, jak i w górach.
Rośnie na martwych i żywych drzewach liściastych, stwierdzono występowanie na następujących gatunkach i rodzajach tych drzew: klon jawor, kasztanowiec zwyczajny, olsza, brzoza brodawkowata, grab, buk, orzech włoski, topola, akacja, wierzba biała, wiąz i tylko wyjątkowo na jodle. Owocniki wytwarza od kwietnia do października.

## Znaczenie
Saprotrof i pasożyt, grzyb niejadalny, choć przez niektórych zbierany jako grzyb jadalny niskiej jakości.

## Gatunki podobne
- łuskwiak topolowy (Hemipholiota populnea) wyrasta na topolach i ma masywniejszy owocnik z dużymi białawymi łuskami[4]
- łuskwiak pomarańczowobrązowy (Pholiota lucifera) jest mniejszy i jaśniejszy, a jego łuski na kapeluszu rozpływają się[5]
- łuskwiak szafranowoczerwony (Pholiota astragalina) rośnie w górach na drzewach iglastych, ma mniejszy kapelusz, ale dłuższy trzon i po uszkodzeniu jego miąższ ciemnieje[4]